# ریموند اسمایلی
ریموند اسمایلی (انگلیسی: Raymond Smillie; ۱۸ ژانویهٔ ۱۹۰۴ – ۲۱ آوریل ۱۹۹۳) بوکسور اهل کانادا بود.